# フレデリク・ファン・ファルケンボルフ
フレデリク・ファン・ファルケンボルフ（Frederik van Valckenborch、姓の綴りは Valckenborgとも、ドイツ風にフリートリヒ・フォン・ファルケンブルク(Friedrich von Falckenburg)とも、 1566年ころ - 1623年8月31日）はフランドル出身で、1601年
からドイツのニュルンベルクで活動した画家である。歴史画や風景画を描いた。

## 略歴
アムステルダムで生まれた。父親のマルテン・ファン・ファルケンボルフ(Marten van Valckenborch: c.1535-1612)と父親の弟のルーカス・ファン・ファルケンボルフ(Lucas van Valckenborch: c.1535-1597)は画家で、フレデリク・ファン・ファルケンボルフの弟のヒリス・ファン・ファルケンボルフ(Gillis van Valckenborch: 1566-1623)も画家になった。
風景画を得意とした父親から絵を学んだとされているが、フレデリクの初期の作品では人物が多く描いていて、父親のスタイルと異なるため、フレデリクが絵を学んだ別の画家がいる可能性もある。
プロテスタントの一族で多くのフランドルのプロテスタントの住民と共にスペイン国王の治世下のフランドルからドイツに移り、1586年にファルケンボルフの家族はフランクフルトに移った。
1590年から1596年の間、イタリアに滞在し、この時、弟のヒリスも一緒にイタリアで修行したとされている。1597年にフランクフルトに戻り、市民権を得て結婚した。1598年から1599年の間はバイエルンやチロル、ザルツカンマーグート、ウィーンを旅した。
1601年にニュルンベルクに家族と移り、1606年に市民権を得た。1907年にはオーストリア大公家の一族、マクシミリアン3世の依頼で、アルブレヒト・デューラーの『ヘラー祭壇画 (Heller-Altar)』の中央パネルの複製画を制作した。この仕事ではPaul Juvenell (1579-1643)が助手として働いたとされている。ファルケンボルフはデューラーの作品の愛好家、収集家になった。
1610年から1623年まで、ニュルンベルク市の評議会の評議員を務めた。神聖ローマ皇帝、マティアスが 1612年7月にニュルンベルクを訪れた時の凱旋門をデザインした。この凱旋門の姿は版画家のイーゼルブルク(Peter Isselburg)が版画に残している。
少し上の世代のヒリス・ファン・コーニンクスロー(1544-1607)や後にイタリアで働いたパオロ・フィアミンゴ(Paolo Fiammingo: c.1540–1596)やローデウェイク・トゥプト(Lodewijk Toeput: c.1540/1550 – 1603/1605)といったフランドル出身の画家たちの影響が見られる風景画や歴史画を描いた。